# Roland Jourdain
 (décembre 2011).
Si vous disposez d'ouvrages ou d'articles de référence ou si vous connaissez des sites web de qualité traitant du thème abordé ici, merci de compléter l'article en donnant les références utiles à sa vérifiabilité et en les liant à la section « Notes et références ».
Pour les articles homonymes, voir Jourdain (homonymie) et Bilou.

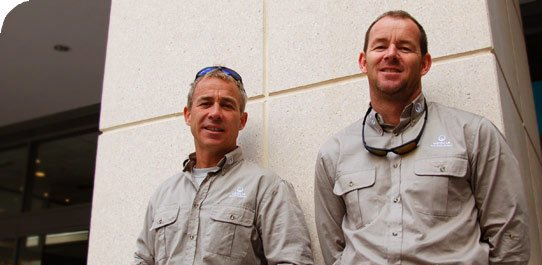
Roland Jourdain et Jean-Luc Nélias au départ de la Barcelona World Race 2007

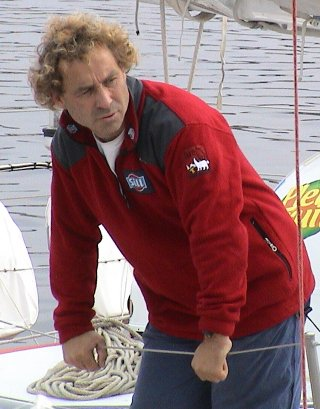
Roland Jourdain à Saint-Malo en 2002, au départ de la Route du Rhum.

Roland Jourdain, surnommé « Bilou », né le 28 avril 1964 à Quimper, est notamment double vainqueur de la Route du Rhum en classe IMOCA. Il est le fondateur de l’entreprise Kaïros, aujourd’hui co-dirigée avec Sophie Vercelletto : une entreprise pour préparer les bateaux à la course au large, et développer des bio-composites. Ensemble, ils créent le fonds de dotation « Explore »,, incubateur de projets à impact positif pour la planète. Il participe à la Route du Rhum 2022 sur un navire composé de 50% de fibre de lin.

## Carrière de coureur au large

### Route du Rhum 2006 et 2010
Roland Jourdain remporte deux fois consécutivement la Route du Rhum en 2006 et 2010 dans la catégorie IMOCA.
En 2006, avec le bateau Sill et Veolia avec une avance de 28 minutes sur Jean Le Cam, malgré une bôme endommagée aux abords de l'archipel des Açores, qu'il répare grâce à diverses pièces du bateau.
En 2010, sur Véolia Environnement, en 13 jours 17 heures et 11 minutes,.

### Vendée Globe 2000-2001
En 2001, Roland Jourdain franchit la ligne d'arrivée en 3ème position sur l'IMOCA Sill - La Potagère.

### Vendée Globe 2004-2005
Au départ du cinquième Vendée Globe, le 7 novembre 2004, il a un bateau flambant neuf : Sill et Veolia, mais la "descente" de l'Atlantique ne lui est pas favorable. Au 18e jour de mer, il a 300 milles de retard sur les deux leaders Jean Le Cam et Vincent Riou.
Le 17 décembre, alors qu’il est revenu à 110 milles de Riou, Roland Jourdain se retire de la course à la suite d'une avarie sur sa quille en carbone : fissure au niveau de la tête de quille. Il déclare : « L'affaire se dégrade. La fissure horizontale du côté bâbord de la quille est maintenant visible à l'avant et à tribord. Sous l'effet des vérins hydrauliques, la fissure crache un jus noir, du carbone. Je ne sais pas où cela va s'arrêter ». Il arrive à Hobart le 20 décembre et abandonne officiellement.

### Vendée Globe 2008-2009
Il prend le départ du Vendée Globe 2008-2009 le 9 novembre 2008 sur le même bateau qu'en 2004, rebaptisé Veolia Environnement. Il est le seul à parvenir à suivre le rythme imposé par Michel Desjoyeaux, futur vainqueur. Le 23 décembre, au sud de la Nouvelle-Zélande, il est 2e, 72 milles derrière Michel Desjoyeaux (Foncia). Les écarts varient peu, et après 56 jours de mer, Veolia passe le Cap Horn quelques heures après Foncia.
Le 8 janvier 2009, il heurte violemment un mammifère marin qui endommage la quille et la structure de son bateau. Le lendemain, lors de la vacation, Jourdain déclare : « Je ne peux pas en vouloir à une baleine, elle est sur son territoire ». Il réalise alors une réparation de fortune, qui lui permet de rester en course et de conserver sa seconde place au classement.
Le 29 janvier il perd le bulbe de sa quille, mais sans chavirer. Toujours en course, il parcourt 600 miles pour rallier Ponta Delgada aux Açores avant d'être contraint à l'abandon le 2 février par les conditions météo annoncées sur le Golfe de Gascogne.

### Le retour au multicoque
Le 31 octobre 2010, Roland Jourdain et son sponsor, Veolia Environnement, annoncent leur entrée dans le Multi One Championship, une nouvelle compétition de trimarans monotype de 70 pieds.
Le MOD 70 no 2 est mis à l'eau en juin 2011. Il remporte dans la foulée la Rolex Fastnet Race en aout 2011.
Le 10 février 2012, Veolia Environnement rompt, à regret, son sponsoring en raison du contexte économique difficile. Roland Jourdain se retrouve sans bateau ni financement à quelques mois de la première course du Multi One Championship, la Krys Ocean Race.

### Safran Sailing Team
Le 1er mars 2016, Kaïros Sailing, l’écurie fondée en 2007 à Concarneau et dirigée par Roland Jourdain et Sophie Vercelletto, se voit confier, à l’issue d’un appel d’offres lancé par Safran en début de cette même année, la gestion technique et sportive du nouveau monocoque Safran en vue du Vendée Globe 2016-2017. Le 6 novembre 2016, pour sa première participation, Morgan Lagravière (coaché par Roland Jourdain) prend le départ de la huitième édition de la course en solitaire autour du monde aux commandes de Safran II.

## Kaïros Environnement
En 2012, Roland Jourdain créer Kaïros Environnement, un bureau d’étude spécialisé en matériaux composites & bio-composites dans une logique d'accompagnement des industriels, organisations et entreprises dans une transition environnementale. 
En 2013 un premier trimaran éco-conçu en fibre de lin a été développé en partenariat avec Tricat, le Gwalaz, mis à disposition des surfeurs de Lost in The Swell.
En 2022, le catamaran We Explore voit le jour, un multi-coque de plus de 18m et éco-conçu en fibre de lin à hauteur de 50%. Véritable preuve de concept d'éco-conception, c'est en collaboration avec le Chantier Outremer et la coopérative agricole Terre de Lin que ce voilier à pu participer à la Route du Rhum 2022 en catégorie Rhum Multi. Une solitaire qui a permis à Bilou de démontrer que performance environnementale et sportive sont loin d'être incompatibles avec une 2ème place après une pénalité.
Véritable ambassadeur des océans et témoin d'une navigation respectueuse de son terrain de jeu, le We Explore sillonne les mers et océans chaque année pour des missions d'ordre scientifiques, pédagogiques, de sensibilisation et d'inspiration à une transformation de nos usages en mer et sur terre.
« Au retour de mes années de navigation au large, et autour du monde, je trouvais que je n’étais plus droit dans mes bottes au niveau de mon empreinte environnementale, au sens large. J’avais envie de faire, et pas seulement dire que cela allait mal. »
Fort de plus de 10 ans de savoir-faire dans l’industrie nautique et la construction navale, l'expertise de Kaïros Environnement s'étend aujourd’hui à divers secteurs tels que la construction, le transport, la PLV, l’aéronautique ou encore la cosmétique. Par un accompagnement en Analyse du Cycle de Vie (ACV),en éco-conception et assistance à maîtrise d’ouvrage (AMO) pour des projets à faible impact ainsi que la Recherche & Développement, Kaïros Environnement propose des solutions alliant performance technique et environnementale, dans le respect des cahiers des charges. 
En 2023, il obtient, avec François Gabart, une Victoire de la Bretagne pour son engagement en faveur de l'environnement.

## Fonds de dotation Explore

### Mission et explorations accompagnées
Roland Jourdain dit Bilou Bilou co-fonde avec Sophie Vercelletto le fonds de dotation Explore. Financé par des mécènes, celui-ci a pour ambition d’accompagner des projets d'exploration à impact positif pour l'Homme et l'Environnement au sein de la Base Explore. Par leurs expertises et singularités, les expéditions accompagnées et hébergées à la Base cherchent à faire évoluer les mentalités et les pratiques autour des sujets du vivant. Explore met à disposition des bureaux, des ateliers, des compétences, des contacts, afin de créer une synergie positive et de l’enthousiasme. 
La Base Explore rassemble les expéditions et explorations : 
- Plastic Odyssey[28],[29]  Une expédition autour du monde à bord d'un bateau laboratoire de recyclage plastique afin de développer des micros-usines autonomes à chaque escale.
- Under The Pole, La plongée profonde, polaire et en zone tempérée au service de la science.
- Captain Darwin, un tour du monde à la voile 200 ans après le passage de Charles Darwin pour comparer et recenser la biodiversité.
- Le low-tech Lab, la diffusion de la démarche low-tech, qui vise à développer des solutions que se veulent utiles, accessibles et durables.

## Politique
Roland Jourdain est élu au Conseil Régional de Bretagne en 2015, sur la liste de Jean Yves Le Drian, pour un mandat de six ans.

## Décoration
- Chevalier de la Légion d'honneur (2025)[31].
- Chevalier de l'ordre du Mérite maritime au titre de « navigateur de course au large » (2012)[32]

## Palmarès
- 1985 : Whitbread Round the World Race avec Éric Tabarly sur Côte d’Or[33]

- 1989 :
  - Whitbread Round the World Race sur Fazisi[33].
  - 1er au Championnat du Monde de Formule 40

- 1991 : vainqueur de la Course de l’Europe sur le trimaran ORMA RMO

- 1992 : 3e de la première Transat AG2R avec Jean-Luc Nélias sur Sill - La Potagère[34].

- 1993 :
  - Vainqueur de la Course de l'Europe sur le trimaran ORMA Fujicolor
  - 3e : Solitaire du Figaro[35].

- 1994 :
  - 3e : Solitaire du Figaro
  - 1er: Transat AG2R avec Jean Le Cam sur Sill Plein Fruit - FR3[36].

- 1995 : vainqueur de la Transat Jacques-Vabre avec Paul Vatine sur le trimaran ORMA Région Haute Normandie[37].

- 1996 :
  - 6e : Solitaire du Figaro
  - 4e de la Transat AG2R avec Michel Desjoyeaux sur Sill Plein Fruit - FR3 Ouest[38].

- 1997 :
  - 6e : Solitaire du Figaro
  - 4e : Transat Jacques-Vabre avec Francis Joyon, sur le trimaran ORMA Banque Populaire[39].

- 1998 :
  - 5e : Solitaire du Figaro
  - 12e de la Transat AG2R avec Gildas Morvan sur Sill Plein Fruit - France 3[40].

- 1999 : 4e de la Transat Jacques-Vabre avec Jean Le Cam sur Sill[41].

- 2000 : 2e de la Europe 1 New Man Star sur Sill
  - Champion du monde IMOCA[3]

- 2001 :
  - Champion du Monde IMOCA[3]
  - 2e : EDS Challenge : (sur Sill)
  - 3e du Vendée Globe sur Sill en 96 j 1 h 2 min[42].
  - vainqueur de la Transat Jacques-Vabre avec Gaël Le Cléac’h sur Sill Plein Fruit[43].

- 2002 :
  - 4e de la Route du Rhum sur le monocoque IMOCA Sill, en 16 j 5 h 14 min 28 s
  - 1er : Regatta Rubicon (sur le monocoque IMOCA Sill)
  - 1er : Grand Prix de Quiberon - Trophée de Larmor-Plage sur le monocoque IMOCA Sill
  - 1er : Grand Prix de Marseille - Trophée Crudeli sur le monocoque IMOCA Sill

- 2003 :
  - 1er : Route du Nouveau Monde
  - 2e : Calais Round Britain Race
  - 2e de la Transat Jacques-Vabre avec Alex Thomson, sur Sill[44].

- 2005 :
  - 1er : Calais Round Britain Race
  - 2e de la Transat Jacques-Vabre avec Ellen MacArthur, sur Sill et Veolia[45].

- 2006 :
  - vainqueur de la Route du Rhum - La Banque Postale sur 60 pieds IMOCA Sill et Veolia, en 12 j 11 h 58 min 58 s[8]
  - 4e de la Transat AG2R avec Jean-Luc Nélias sur Veolia[46].

- 2009 :
  - 4e de Istanbul Europa Race
  - 6e de la Transat Jacques-Vabre avec Jean-Luc Nélias, sur Veolia Environnement[47].

- 2010 : vainqueur de la Route du Rhum - La Banque Postale en classe 60 pieds IMOCA sur Véolia Environnement en 13 j 17 h 10 min 56 s ; 5e au classement général sur 85 inscrits[9].

- 2011 : vainqueur de la Rolex Fastnet Race dans la catégorie multicoques sur le MOD 70 Veolia Environnement[48].

- 2014 : 4e de la Transat AG2R La Mondiale avec Martin Le Pape sur le Figaro La Cornouaille[49],[50].

- 2022 : 2e sur 17, dans la catégorie "Rhum Multi" de la Route du Rhum - Destination Guadeloupe, sur We Explore, en 16 j 7 h 21 min 0 s ; 53e au classement général sur 138 inscrits